# Marian Zyndram-Kościałkowski

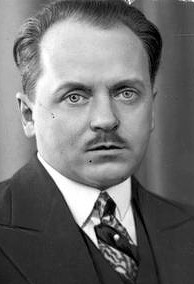
Marian Zyndram-Kościałkowski

Marian Zyndram-Kościałkowski (* 16. März 1892 in Pandėlys; † 12. April 1946 in Woking) war ein polnischer Politiker und Ministerpräsident.

## Leben

### Erste politische Tätigkeiten und Parteienwechsel
Der zum polnischen Adel gehörende Zyndram-Kościałkowski trat 1914 zunächst der 1908 gegründeten Union für den bewaffneten Kampf (Związek Walki Czynnej) und dann nach Beginn des Ersten Weltkrieges der Polnischen Militärischen Organisation (POW, polnisch Polska Organizacja Wojskowa) sowie der Polnischen Legion (Legiony Polskie) bei. Nach der Unabhängigkeit Polens am 22. November 1918 gehörte er bis 1922 als Freiwilliger der Polnischen Armee (Wojsko Polskie) an.
1922 wurde er Mitglied der Partei der Kleinbauern (Polskie Stronnictwo Ludowe PSL „Wyzwolenie“), deren Stellvertretender Vorsitzender er bis 1925 war. 1922 wurde er erstmals zum Abgeordneten des Parlaments (Sejm) gewählt, dem er bis 1939 angehörte und in dem er zunächst die Interessen der PSL „Wyzwolenie“ vertrat. 1926 wurde er Präsident der Arbeiterpartei (Partia Pracy), ehe er Vizepräsident des 1928 gegründeten Parteilosen Blocks der Regierungsunterstützer (Bezpartyjny Blok Współpracy z Rządem) wurde.

### Woiwode und Ministerpräsident
Im Juli 1930 wurde er Woiwode (Vorsteher) der Woiwodschaft Białystok. Dieses Amt übte er bis zum 8. März 1934 aus. Anschließend war er vom 3. März bis zum 28. Juni 1934 Stadtpräsident (Oberbürgermeister) von Warschau.
Am 28. Juni 1934 wurde er von Ministerpräsident Leon Kozłowski zum Innenminister ernannt. Dieses Amt hatte er auch danach in der Regierung von Walery Sławek bis zum 13. Oktober 1935 inne.
Am 13. Oktober 1935 wurde er als Nachfolger Sławeks selbst Ministerpräsident. Am 15. Mai 1936 folgte ihm dann Felicjan Sławoj Składkowski in diesem Amt. In dessen Regierung war er bis zum 30. September 1939 Minister für Sozialfürsorge.
Nach dem Überfall auf Polen und Beginn des Zweiten Weltkrieges ging er zunächst ins Exil nach Frankreich und dann 1940 in das Vereinigte Königreich, wo er später verstarb.